# 질케 보덴벤더
질케 보덴벤더(Silke Bodenbender, 1974년 1월 31일 ~ )는 독일의 배우이다.

## 출연 작품
- 베토벤 (2020)
- 위 우드 비 디프런트 (2019)
- 러브 메이비 (2016)
- 와일드 (2016)
- 버닝 소울즈 (2014)
- 트레져 아일랜드 (2007)
- 인페르노 (2007)